# Cryphiops (Bithynops) brasiliensis
Cryphiops (Bithynops) brasiliensis is een garnalensoort uit de familie van de Palaemonidae. De wetenschappelijke naam van de soort is voor het eerst geldig gepubliceerd in 1973 door Gomes Corrêa.